# Ich elender Mensch, wer wird mich erlösen
Ich elender Mensch, wer wird mich erlösen (BWV 48) ist eine Kirchenkantate von Johann Sebastian Bach. Er komponierte sie 1723 in Leipzig für den 19. Sonntag nach Trinitatis.

## Geschichte und Worte
Bach schrieb die Kantate in seinem ersten Jahr in Leipzig 1723 für den 19. Sonntag nach Trinitatis und führte sie am 3. Oktober erstmals auf.
Die vorgeschriebenen Lesungen sind Eph 4,22–28  und Mt 9,1–8 , die Heilung eines Gichtbrüchigen. Der Eingangschor vertont Röm 7,24 , das Bedürfnis des Sünders nach Erlösung. Der Text eines unbekannten Dichters knüpft an das Evangelium an und verfolgt den Gedanken, dass die Seele Heilung mehr benötigt als der Körper. Dies verstärkt ein Choral als dritter Satz, die 4. Strophe von Ach Gott und Herr (1604) von Martin Rutilius. Nach Betrachtungen, die auf Ps 88,11  und 2 Kor 12,9  beruhen, schließt die Kantate zuversichtlich mit Herr Jesu Christ, einiger Trost, der 12. Strophe von Herr Jesu Christ, ich schrei zu dir (Freiberg 1620).

## Besetzung und Aufbau
Die Kantate ist gesetzt für Alt und Tenor, vierstimmigen Chor, Trompete, zwei Oboen, zwei Violinen, Viola und Basso continuo.
1. Coro: Ich elender Mensch, wer wird mich erlösen
2. Recitativo (Alt, Streicher): O Schmerz, o Elend, so mich trifft
3. Choral: Solls ja so sein
4. Aria (Alt): Ach, lege das Sodom der sündlichen Glieder
5. Recitativo (Tenor): Hier aber tut des Heilands Hand
6. Aria (Tenor, Streicher, Oboe): Vergibt mir Jesus meine Sünden
7. Choral: Herr Jesu Christ, einiger Trost

## Musik
Eine instrumentale Choralmelodie wird im Eingangschor zitiert. Sie kann auf Bartholomäus Ringwaldts Worte Herr Jesus Christ, du höchstes Gut bezogen werden, aber auch auf den Schlusschoral, der auf die gleiche Melodie gesungen wurde, dann würde dessen erste Strophe zitiert. Dieser cantus firmus wird von der Trompete im Kanon mit den Oboen gespielt. Die Streicher führen Themen ein, die als Gegenstimmen zu den klagenden Singstimmen fungieren.
Ein von Haltetönen der Streicher begleitetes Rezitativ führt zu einem Choral, der die Thematik des ersten Abschnitts in ausdrucksstarker Harmonisierung beschließt.
In großem Kontrast bringen in der folgenden Arie Singstimme und Oboe als gleichwertige Partner die kindliche Bitte zum Ausdruck, die Seele zu verschonen. Ein reicher Streichersatz mit Oboe begleitet in der letzten Arie den Tenor, ein tänzerischer Rhythmus ist durch Hemiolen belebt.

## Einspielungen
LP/CD
- Die Bach Kantate Vol. 51. Helmuth Rilling, Gächinger Kantorei, Bach-Collegium Stuttgart, Marga Höffgen, Aldo Baldin. Hänssler, 1973.
- J.S. Bach: Das Kantatenwerk – Sacred Cantatas Vol. 5. Nikolaus Harnoncourt, Wiener Sängerknaben, Concentus Musicus Wien, Paul Esswood, Kurt Equiluz. Teldec, 1974.
- J.S. Bach: Complete Cantatas Vol. 9. Ton Koopman, Amsterdam Baroque Orchestra & Choir, Bernhard Landauer, Christoph Prégardien. Antoine Marchand, 1998.
- Bach Cantatas Vol. 10. John Eliot Gardiner, Monteverdi Choir, English Baroque Soloists, William Towers, James Gilchrist. Soli Deo Gloria, 2000.

DVD
- Ich elender Mensch, wer wird mich erlösen. Rudolf Lutz, Chor und Orchester der J. S. Bach-Stiftung, Ruth Sandhoff, Johannes Kaleschke. Gallus Media, St. Gallen 2007